# Le Grand Feu
Le Grand Feu est un roman de Jeanne Bourin publié en 1985.

## Résumé
En 1081 à Fréteval, Bernold, 24 ans, maitre verrier, et Mayeul, 23 ans, imagier, sauvent Isambour et Aveline, 15 et 16 ans. Mayeul retrouve Aveline chez elle, mais son fiancé, Daimbert, le blesse. Bernold enlève Isambour, l'emmène à Blois et l'épouse. En 1099 Isambour a 5 enfants. Bernold travaille au Grand feu. Aveline rompt avec Daimbert. Bernold, très malade, part avec Adelise, 15 ans, promise de son fils Aliaume, 17 ans. Mayeul épouse Aveline. Isambour a Ogier. Aveline a Jeanne. En 1101 Benoit ramène Bernold (et Adelise) au chevet de leur maitre d'apprentissage mourant. Daimbert les retrouve, estropie Bernold et tue Adelise. Aliaume le tue. Bernold  s'isole 7 ans dans son atelier, ne voyant que sa fille ainée, Grécie, 13 ans, mais Isambour va lui présenter Ogier en 1102 et le fait rentrer. Grécie épouse Haguenier, aveugle. Aveline a Muriel. Grécie a Bernold.